# شمیسبرگ
شمیسبرگ (به آلمانی: Schmißberg) یک شهر در آلمان است که در بیرکنفلد واقع شده‌است. شمیسبرگ ۲۳۱ نفر جمعیت دارد.